# Pukerua Bay
Pukerua Bay ist ein Stadtteil von Porirua City in der Region Wellington auf der Nordinsel von Neuseeland.

## Namensherkunft
In der Sprache der Māori bedeutet „pukerua“ so viel wie „zwei Hügel“.

## Geographie
Der Stadtteil befindet sich rund 12 km nordnordöstlich des Stadtzentrums von Porirua direkt an der Küste der Kapiti Coast. Durch Pukerua Bay führt der New Zealand State Highway 1, der den Stadtteil auf direktem Weg mit dem Stadtzentrum von Porirua verbindet. Auch die Eisenbahnstrecke des North Island Main Trunk Railway führt direkt durch den Stadtteil.
Die meisten Häuser in Pukerua Bay liegen auf einem Sattel zwischen zwei Hügeln, die etwa 60–80 m über dem Meeresspiegel ansteigen. Die Küste um den Ort ist sehr steil und hinter den zwei Strandzonen ist nur Raum für wenige Häuser. Zwei Wanderwege führen in die Gegend zwischen Pukerua Bay und Plimmerton, rund 5 km südlich, der eine an der felsigen Küste und der andere an der Eisenbahnlinie entlang.

## Bevölkerung
Zum Zensus des Jahres 2013 zählte der Stadtteil 1896 Einwohner, 9,9 % mehr als zur Volkszählung im Jahr 2006.

## Persönlichkeiten
- Peter Jackson (* 1961), Regisseur u. a. von Herr der Ringe, wurde in Pukerua Bay geboren. Sein erster Film, Bad Taste, wurde hier gedreht.